# Ali Daei
Ali Daei (en persan : علی دایی, Ali Dāi), né le 21 mars 1969 à Ardabil (Iran), est un footballeur international iranien, devenu entraîneur.
Ali Daei évoluait au poste d'attaquant. Il est entré dans l'histoire du football masculin en tant que premier joueur à avoir franchi la barre des 100 buts inscrits en sélection nationale, un cap atteint en novembre 2004. Il a inscrit 109 buts en sélection nationale (en 148 matchs), ce qui constituait un record mondial jusqu'au 1er septembre 2021, jour où Cristiano Ronaldo l'a dépassé.

## Biographie

### Enfance et débuts locaux (avant 1997)
Ali Daei a grandi en Iran, dans la province d'Azerbaïdjan, la plus froide du pays. Les hivers flirtent durant quatre mois avec les moins 30 degrés. Mais l'été et durant les vacances scolaires, Ali joue au football dans la rue ou sur un terrain vague en compagnie de ses quatre frères, oncles et cousins. Sa passion agace Abolfazl, son père, qui lui interdit de jouer durant l'année scolaire jusqu'à sa sortie du lycée. Difficile pour lui, car Ali aime le sport dont le basket-ball et surtout le football. Aidé par sa mère Aminameh, il ruse et joue en cachette. Avec ses frère et amis, il dispute quand même des matchs amicaux pour le plaisir avec une équipe de quartier, Esteghlal Ardabil. Le reste du temps, Ali s'affirme comme un élève studieux et appliqué. En 1988, il fait la fierté de son père en étant admis à la faculté de Téhéran, à 700 km d'Ardabil, pour y étudier la métallurgie.
Dans la capitale, Ali intègre l'équipe de football de l'université et, là aussi, joue les premiers rôles. Il s'impose par son physique et est efficace devant le but. En 1990, son diplôme en poche, il débute au poste de milieu de terrain en deuxième division iranienne avec Taxirani. Une pluie de buts (quatorze) et un titre de meilleur buteur plus tard, il signe à Bank Tejarat FC, club de première division, où il joue deux ans au poste d'attaquant. En 1994 et 1995, Daei gagne tout sous le maillot du Persépolis, le plus grand club du pays. Deux fois champion, deux fois vainqueur de la coupe d'Iran et deux fois meilleur buteur, il est au sommet de son art.
En 1996, alors qu'il s'offre une escapade au Qatar sous les couleurs d'Al-Sadd, Ali Daei réalise des exploits avec sa sélection et est convoité par de grands clubs européens. Le PSV Eindhoven, Birmingham City, Fenerbahçe et plusieurs clubs allemands sont sur les rangs.

### Premier footballeur iranien en Europe (1997-2002)
C'est l'Arminia Bielefeld qui rafle la mise. Daei devient le premier joueur iranien à obtenir un visa pour l'Europe. En juillet 1997, l'attaquant iranien débarque en Allemagne et découvre la rigueur de la Bundesliga. Il accepte la discipline allemande et apporte sa technique orientale. Mais malgré ses sept buts marqués en 26 matchs, il ne peut empêcher la relégation en D2. Il rebondit au Bayern Munich. En Bavière, il doit se contenter d'une place sur le banc de touche. Agacé, il tire sa révérence un an après son arrivée laissant derrière lui vingt-trois apparitions dont onze comme remplaçant, six buts et un titre de champion d'Allemagne en 1998-1999.
Pour sept millions de marks (3,5 millions d'euros), Ali Daei rejoint le Hertha Berlin où il retrouve une place de titulaire. À Berlin, l'Iranien fait l'unanimité avec un des meilleurs jeux de tête du championnat.

### En équipe nationale (1993-2006)
En juin 1993, au Stade Azadi de Téhéran et devant 85 000 spectateurs, il fait ses débuts avec l'équipe nationale contre Oman dans la course aux éliminatoires pour la Coupe du monde 1994. À vingt minutes de la fin, il remplace Marfavari et place une tête sur la barre transversale du but adverse. Il est le meilleur buteur du tour final des qualifications asiatiques pour la Coupe du monde 1994.
En 1996, alors qu'il s'offre une escapade au Qatar sous les couleurs d'Al Sadd, Ali Daei réalise la meilleure performance mondiale en inscrivant vingt-deux buts en quinze matchs avec sa sélection dont deux quadruplés face au Népal et la Corée du Sud et un quintuplé contre le Sri Lanka. Sa performance en quart-de-finale de la Coupe d'Asie 1996 contre les Coréens lui permet de terminer meilleur buteur de la compétition (huit buts).
Il tient un rôle important dans la qualification de sa sélection à la Coupe du monde 1998, alors qu'il commence une carrière en Allemagne. Il est en 1999 élu Footballeur asiatique de l'année. En novembre 2003, il inscrit lors d'un match qualificatif pour la Coupe d'Asie contre le Liban son 85e but avec la sélection, dépassant ainsi le record du Hongrois Ferenc Puskás. Un an plus tard, il dépasse la barre des cent buts après un quadruplé contre le Laos. Devenu capitaine de la sélection, il poursuit sa carrière internationale jusqu'à la Coupe du monde 2006, qu'il attaque à 37 ans comme titulaire. Il reste le capitaine pendant le tournoi, prenant dans cette charge la suite du milieu de terrain Ali Parvin en 1978 et du gardien de but Ahmad Reza Abedzadeh en 1998. Le parcours décevant de l'Iran lui vaut cependant d'être la cible des critiques des médias. Il prend sa retraite internationale après la compétition.

### Reconversion
Après la démission prématurée de l'allemand Werner Lorant au poste d’entraîneur de Saipa Karaj, Ali Daei décide de jouer et diriger l'équipe en même temps. Cela porte ses fruits puisqu'il remporte la même année le championnat.

## Palmarès
- Meilleur buteur en équipe d'Iran de football : 109 ;
- Meilleur buteur de la Coupe d'Asie 1996 (8 buts)
- Troisième buteur de toutes les sélections : 109 ;
- Vainqueur du championnat iranien 2006-2007 ;
- Champion d'Allemagne 1998-1999 ;
- Finaliste de la Ligue des Champions 1998-1999.